# Alfred Ubbelohde
Alfred René Jean Paul Ubbelohde FRS (Antuérpia, 14 de dezembro de 1907 – Londres, 7 de janeiro de 1988) foi um físico-químico inglês nascido na Bélgica.
Publicou diversos livros de química durante sua carreira.
Ubbelohde foi eleito um membro da Royal Society em 1951.